# Beltrami megye
Beltrami megye az Amerikai Egyesült Államokban, azon belül Minnesota államban található. Megyeszékhelye és legnagyobb városa Bemidji. Lakosainak száma 46 228 fő (2020. április 1.). Beltrami megye Lake of the Woods, Hubbard, Clearwater, Pennington, Marshall, Roseau, Koochiching, Itasca és Cass megyékkel határos.

## Népesség
A megye népességének változása:
| Lakosok száma | 44 586 | 45 254 | 45 369 | 45 670 | 45 672 | 46 228 |
|               | 2010   | 2011   | 2012   | 2013   | 2015   | 2020   |